# Chiara Hölzl
Chiara Hölzl (Schwarzach im Pongau, 18 luglio 1997) è una saltatrice con gli sci austriaca.
Dalla stagione 2021-2022 si è iscritta alle gare come Chiara Kreuzer.

## Biografia
Chiara Hölzl, originaria di Goldegg, ha debuttato in Coppa Continentale, la massima competizione femminile di salto prima dell'istituzione della Coppa del Mondo nella stagione 2012, il 14 agosto 2010 a Bischofsgrün, giungendo 47ª.
In Coppa del Mondo ha esordito il 24 novembre 2012 a Lillehammer (47ª), ha ottenuto il primo podio l'11 gennaio 2015 a Sapporo (3ª) e la prima vittoria il 14 dicembre 2019 a Klingenthal.
In carriera ha partecipato a due edizioni dei Giochi olimpici invernali, Soči 2014 (25º nel trampolino normale) e Pyeongchang 2018 (11ª nel trampolino normale), e a sei dei Campionati mondiali, vincendo quattro medaglie.

## Palmarès

### Mondiali
- 4 medaglie:
  - 1 oro (gara a squadre a Oberstdorf 2021)
  - 3 argenti (gara a squadre mista dal trampolino normale a Val di Fiemme 2013; gara a squadre a Seefeld in Tirol 2019; gara a squadre a Planica 2023)

### Mondiali juniores
- 1 medaglia:
  - 1 bronzo (trampolino normale a Almaty 2015)

### Coppa del Mondo
- Miglior piazzamento in classifica generale: 2ª nel 2020
- 30 podi (20 individuali, 10 a squadre):
  - 13 vittorie (8 individuali, 5 a squadre)
  - 7 secondi posti (4 individuali, 3 a squadre)
  - 10 terzi posti (8 individuali, 2 a squadre)

#### Coppa del Mondo - vittorie
| Data             | Località    | Nazione  | Trampolino                                                                  |
| ---------------- | ----------- | -------- | --------------------------------------------------------------------------- |
| 14 dicembre 2019 | Klingenthal | Germania | Vogtland Arena HS140                                                        |
| 18 gennaio 2020  | Zaō         | Giappone | Yamagata HS102 (con Daniela Iraschko, Marita Kramer ed Eva Pinkelnig)       |
| 25 gennaio 2020  | Râșnov      | Romania  | Valea Cărbunării HS97                                                       |
| 1º febbraio 2020 | Oberstdorf  | Germania | Schattenberg HS137                                                          |
| 2 febbraio 2020  | Oberstdorf  | Germania | Schattenberg HS137                                                          |
| 8 febbraio 2020  | Hinzenbach  | Austria  | Aigner HS90                                                                 |
| 9 febbraio 2020  | Hinzenbach  | Austria  | Aigner HS90                                                                 |
| 22 febbraio 2020 | Ljubno      | Slovenia | Logarska dolina HS94 (con Daniela Iraschko, Marita Kramer ed Eva Pinkelnig) |
| 28 marzo 2021    | Čajkovskij  | Russia   | Snežinka HS102 (con Daniela Iraschko, Sophie Sorschag e Marita Kramer)      |
| 25 febbraio 2022 | Hinzenbach  | Austria  | Aigner HS90 (con Jacqueline Seifriedsberger, Lisa Eder e Marita Kramer)     |
| 14 gennaio 2023  | Zaō         | Giappone | Yamagata HS102 (con Eva Pinkelnig)                                          |
| 11 febbraio 2023 | Hinzenbach  | Austria  | Aigner HS90                                                                 |
| 11 marzo 2023    | Oslo        | Norvegia | Holmenkollen HS134                                                          |

### Campionati austriaci
- 2 medaglie[1]:
  - 1 oro (HS98 nel 2016)
  - 1 argento (HS108 nel 2015)